# Handelsbuch
Handelsbuch (englisch Trading book) ist im Kreditwesen der bankenaufsichtsrechtliche Begriff für alle Risikopositionen, die von einem Kreditinstitut zum Zwecke des kurzfristigen Wiederverkaufs unter Ausnutzung von Preis- und/oder Zinsschwankungen gehalten werden. Komplementärbegriff ist das Anlagebuch.
Nicht verwechselt werden darf dieser Begriff mit „Handelsbüchern“ im Sinne des § 238 HGB. Dies sind Aufzeichnungen, aus denen die Handelsgeschäfte und die Vermögenslage eines Kaufmanns nach den Grundsätzen ordnungsmäßiger Buchführung ersichtlich sind.

## Allgemeines
Wenn Banken Bankgeschäfte betreiben, müssen sie dabei entscheiden, wie lange sie erworbene Bankgeschäfte im Bestand (also in der Bankbilanz) halten wollen. Diese Absicht wird durch kurz-, mittel- oder langfristige Bestandhaltung verwirklicht. Wollen sie Finanztransaktionen lediglich kurzfristig im Bestand halten, so liegt meist ein spekulatives Handelsgeschäft zugrunde. Bei der Gewährung eines langfristigen Investitionskredits an einen Bankkunden ist dies zu verneinen. Um diese verschiedenen Geschäftsmotive zu systematisieren, verlangte bisher § 1a KWG a. F. von den Banken eine Unterscheidung zwischen Handels- und Anlagebuch. Danach mussten die nur kurzfristig im Bestand gehaltenen Geschäfte, mit denen die Absicht eines Handelsgewinns verbunden war, im Handelsbuch ausgewiesen werden. Alle übrigen Finanztransaktionen waren ins Anlagebuch zu übernehmen.

## Inhalt
Die früher in § 1a KWG a. F. enthaltenen Vorschriften über die aufsichtsrechtliche Unterscheidung zwischen Handelsbuch und Anlagebuch wurden im Wesentlichen in europarechtlichen Vorschriften übernommen. Seit Januar 2014 schreibt § 1a KWG vor, dass die Kapitaladäquanzverordnung (CRR) und die Eigenkapitalrichtlinie (CRD) gelten. Kreditinstitute, die verpflichtet sind, ein Handelsbuch zu führen, werden als Handelsbuchinstitute bezeichnet.
Die Legaldefinition des Handelsbuchs ergibt sich aus Art. 4 Abs. 1 Nr. 86 CRR, wonach als Handelsbuch alle Positionen in Finanzinstrumenten und Waren zu verstehen sind, „die ein Institut entweder mit Handelsabsicht oder zur Absicherung anderer mit Handelsabsicht gehaltener Positionen des Handelsbuchs hält“. Art. 4 Abs. 1 Nr. 85 CRR unterstellt unwiderlegbar folgenden Positionen eine Handelsabsicht:
- Positionen aus dem Eigenhandel und aus Kundenbetreuung und Marktpflege,
- zum kurzfristigen Wiederverkauf gehaltene Positionen und
- Positionen, bei denen die Absicht besteht, aus bestehenden oder erwarteten kurzfristigen[1] Kursunterschieden zwischen Ankaufs- und Verkaufskurs oder aus anderen Kurs- oder Zinsschwankungen Gewinne zu erzielen.

Handelsbuchpositionen (früher: Handelsbuchrisikoposition) sind alle zins- und aktienkursbezogenen Finanzinstrumente des Handelsbuches eines Handelsbuchinstituts (§ 4 Abs. 6 SolvV a.F.). Sie beinhalten Marktpreisrisiken in Form von Zinsänderungs- und (Aktien-)Kursrisiken, die im Eigenhandel genutzt werden. Die Handelsbuchposition ist nach Art. 92 Abs. 3b CRR Teil des Gesamtforderungsbetrages. Gegenstand des Eigenhandels können alle Arten von Finanzinstrumenten wie Wertpapiere, (Aktien, Schuldverschreibungen, Options- und Genussscheine), Geldmarktinstrumente, Devisen, Sorten, Edelmetalle, Kredite oder Derivate sein, die mit Handelsabsicht erworben werden. Unter Handel versteht man in Anlehnung an IAS 39.9 die Absicht, ein erworbenes oder eingegangenes Finanzinstrument kurzfristig – mit dem Ziel der kurzfristigen Gewinnmitnahme – wieder zu verkaufen oder zurückzukaufen. Mit einem kurzfristigen Wiederverkauf gleichzusetzen ist das partielle oder vollständige Schließen der Marktrisikoposition durch ein Absicherungsgeschäft (Glattstellung). Handelbar sind Positionen, für die es einen Markt gibt. „Die Handelbarkeit der Instrumente … ist wichtig, um eine Einbeziehung von Geschäften in das Handelsbuch zu verhindern, die am Markt nicht umgeschlagen werden können und so – mit gegenüber dem Anlagebuch relativ geringen Anrechnungs- und Unterlegungssätzen – zu einer Risikoverdichtung bei dem unterlegenden Institut führen können“. Forderungen sind handelbar, für andere Kredite hat sich ein funktionierender Sekundärmarkt etabliert (Kredithandel). Ebenfalls zu unterscheiden ist der bankaufsichtliche Begriff des Handelsgeschäfts nach den Mindestanforderungen an das Risikomanagement. Betreibt eine Bank Eigenhandel oder Marktpflege, so ist die Zuordnung entsprechender Finanztransaktionen zum Handelsbuch zwingend. Während der Eigenhandel nicht kundenorientierte Transaktionen beinhaltet, kann die Marktpflege beispielsweise in der Kurspflege für als Ergänzungskapital anerkannte Genussscheine bestehen, muss sich aber dann auf lediglich 3 % des Emissionsbetrages beschränken. Der Eigenhandel dient der Ertragserzielung „durch Ausnutzung kurzfristiger Preis- und Kursschwankungen“. Außerdem gehören zum Handelsbuch die Pensions- und Darlehensgeschäfte auf Positionen des Handelsbuchs sowie Geschäfte, die mit Pensions- und Darlehensgeschäften auf Positionen des Handelsbuchs vergleichbar sind. Hierzu gehören insbesondere:
1. Finanzinstrumente, handelbare Forderungen und Anteile, die das Institut zum Zweck des Wiederverkaufs im Eigenbestand hält oder von dem Institut übernommen werden, um bestehende oder erwartete Unterschiede zwischen den Kauf- und Verkaufspreisen oder Preis- und Zinsschwankungen kurzfristig zu nutzen, damit ein Eigenhandelserfolg erzielt wird;
2. Bestände und Geschäfte zur Absicherung von Marktrisiken des Handelsbuchs und damit im Zusammenhang stehende Refinanzierungsgeschäfte;
3. aus Aufgabegeschäften (gemäß dem „Selbsteintrittsrecht“, siehe[7]) erworbene Durchlaufpositionen;
4. Forderungen in Form von Gebühren, Provisionen, Zinsen, Dividenden und Einschüssen, die mit den Positionen des Handelsbuchs unmittelbar verknüpft sind.

Zum Anlagebuch zuzuordnen sind Handelsgeschäfte, die zum Zwecke der Benchmark-Bildung (Treasury) abgeschlossen werden und Wertpapierkäufe für die Liquiditätsreserve, selbst wenn sie kurzfristig gehalten werden.
Die Anforderungen an das Handelsbuch sind in den Art. 102 ff. CRR geregelt. Die hierin gehaltenen Positionen müssen marktfähig sein oder können abgesichert werden. Marktfähigkeit setzt einen funktionierenden, insbesondere liquiden Markt voraus, an welchem die Finanzprodukte gehandelt werden können und auf Nachfrage treffen. Die weiteren Vorschriften befassen sich auch mit organisatorischen Einzelheiten. So müssen Strategien, schriftlich niedergelegte Regeln und Verfahren für das Handelsbuch bestehen (Art. 102 Abs. 2 CRR) und Kontrollen vorhanden sein. Eine Handelsabsicht muss in Übereinstimmung mit der Handelsstrategie des Instituts stehen (Art. 102 Abs. 2 in Verbindung mit Art. 103 CRR). Steuerungsregeln (103b CRR) machen Vorgaben über die aktive Steuerung der Risiken des Handelsbuchs. Eine vorsichtige Bewertung nach Art. 105 CRR ist insbesondere durch das strenge Niederstwertprinzip gewährleistet, es ist täglich zu bewerten (Art. 105 Abs. 3 CRR).

## Bilanzierung
Als – für das Handelsbuch maßgebliche – kurzfristige Laufzeiten gelten nach § 9 Abs. 2 Kreditinstituts-Rechnungslegungsverordnung (RechKredV) Restlaufzeiten bis 1 Jahr, darüber hinausgehende sind mittelfristig (bis fünf Jahre) oder langfristig (mehr als fünf Jahre). Handelt es sich bei kurzfristigen Geschäften um Kundengeschäfte, ist eine Zuordnung zum Anlagebuch vorgesehen, ansonsten ist eine Zuordnung jener Geschäfte zum Handelsbuch vorzunehmen. Bei mittel- bis langfristigen Bestandhaltungen kommt grundsätzlich eine Zuordnung zum Anlagebuch in Frage. In § 35 Abs. 1 Nr. 1a RechKredV ist die Verpflichtung der Kreditinstitute vorgesehen, im Anhang eine Aufgliederung der Bestandteile des Bilanzpostens „Handelsbestand“ vorzunehmen. Die Aufzählungen in § 35 Abs. 1 Nr. 6a bis 6c RechKredV dienen dazu, die Bewertung des Handelsbestandes zum beizulegenden Zeitwert transparenter zu gestalten. Nummer 6a RechKredV verpflichtet zur Angabe der wesentlichen Parameter zur Berechnung des Risikoabschlags und des absoluten Betrags des Risikoabschlags. Nummer 6b dient der Erläuterung von während des Geschäftsjahres vorgenommenen Umgliederungen. Alle Bankgeschäfte sind nach IAS 39.45 mit einer IFRS-Kategorie zu versehen, die diese Halteabsicht verdeutlicht. Für Handelsabsichten kommt die Kategorie Held for Trading (HfT) in Betracht.

## Handels- und Anlagebuch
Das Handelsbuch und das Anlagebuch müssen sich jederzeit zweifelsfrei identifizieren lassen und sind deshalb getrennt voneinander zu führen. Aus diesem Grund muss auch im Rechnungswesen die Kennzeichnung oder zumindest die jederzeitige Ermittelbarkeit der bilanziellen und außerbilanziellen Handelsbuchpositionen gewährleistet sein.
Handelsrechtlich sind Umwidmungen (Umgliederungen) des Anlagebestands in den Handelsbestand nach § 340e Abs. 3 Satz 2 HGB unzulässig, umgekehrt sind sie nach Satz 3 dieser Vorschrift nur zulässig, „wenn außergewöhnliche Umstände, insbesondere schwerwiegende Beeinträchtigungen der Handelbarkeit der Finanzinstrumente, zu einer Aufgabe der Handelsabsicht durch das Kreditinstitut führen“. Hierunter fallen grundlegende Marktstörungen wie etwa während der Finanzkrise ab 2007.
Umwidmungen waren bankrechtlich in § 1a Abs. 4 KWG a. F. geregelt. Umwidmungen sind die – nur ausnahmsweise zulässige – Übertragung von ursprünglich im Handelsbuch gezeigten Positionen in das Anlagebuch oder umgekehrt. Je nach Ertragslage kann es für ein Kreditinstitut steuerlich vorteilhaft sein, Risikopositionen entweder dem Handelsbuch oder dem Anlagebuch zuzuordnen, um steuerfreie Gewinne oder berücksichtigungsfähige Verluste zu realisieren. Eine Umwidmung ist bankrechtlich vorzunehmen, wenn die Voraussetzungen für eine Zurechnung der entsprechenden Position zum Handelsbuch oder zum Anlagebuch entfallen sind. Ansonsten darf eine Umwidmung von Positionen des Handelsbuchs in das Anlagebuch oder umgekehrt nur dann erfolgen, wenn für die Umwidmung ein schlüssiger Grund vorliegt. Damit soll bankaufsichtsrechtlich verhindert werden, dass Kreditinstitute durch willkürliche Umwidmungen Gestaltungsspielräume zu ihren Gunsten wegen ihrer Ertragslage ausnutzen. Bei Geschäften mit Dritten, die durch den Auftrag eines Kunden ausgelöst werden (Kundengeschäfte), bei welchen der Dienstleistungsaspekt im Vordergrund steht und die daher dem Anlagebuch zugerechnet werden, sind die betreffenden Geschäfte in das Handelsbuch umzuwidmen, wenn sie nicht spätestens zum Geschäftsschluss weitergehandelt worden sind (Glattstellung). Wird die so entstandene Marktrisikoposition durch ein Absicherungsgeschäft partiell oder vollständig geschlossen, so wird dies bankaufsichtsrechtlich einem Wiederverkauf gleichgestellt und wie eine Glattstellung gewertet. Der Dienstleistungscharakter von Kundengeschäften ist grundsätzlich dann in Frage gestellt, wenn damit spekulative Zwecke zumindest mit verfolgt werden. Umgliederungen sind nach § 35 Abs. 1 Nr. 6b RechKredV im Anhang zu erläutern.
Verlustbringende, nicht nur temporäre Wertminderungen aus Kursrückgängen bei Anleihen als Aktiva (wie bei der Silicon Valley Bank im März 2023) können in den EU-Mitgliedstaaten dadurch verhindert werden, dass nach § 340e Abs. 1 HGB (oder gleichlautenden Vorschriften in anderen EU-Mitgliedstaaten) eine Umwidmung dieser Finanzinstrumente vom Held for Trading (Umlaufvermögen) in Held to Maturity (Finanzvermögen) vorgenommen wird. Die Voraussetzung für eine Umwidmung aus dem Handelsbuch in den Anlagebuch ist ausnahmsweise gegeben, wenn außergewöhnliche Umstände zu einer Aufgabe der Handelsabsicht durch das Kreditinstitut führen (§ 340e Abs. 3 HGB) und die Anleihen eine Restlaufzeit von mindestens einem Jahr aufweisen. Ein „außergewöhnlicher Umstand“ kann eine Marktstörung in Form einer Finanzkrise sein wie beispielsweise die Subprime-Krise ab 2007. Die bankenaufsichtsrechtliche Zulässigkeit der „Umbuchungen“ zwischen Anlage- und Handelsbuch ergibt sich aus Art. 104 Abs. 2g Verordnung (EU) Nr. 575/2013 Kapitaladäquanzverordnung (CRR).

## Kundengeschäfte im Handelsbuch
Bei Geschäften mit Dritten, die durch den Auftrag eines Kunden ausgelöst werden (Kundengeschäfte), bei welchen der Dienstleistungsaspekt im Vordergrund steht und die daher dem Anlagebuch zugerechnet werden müssten, sind die betreffenden Geschäfte jedoch in das Handelsbuch umzuwidmen, wenn sie nicht spätestens zum Geschäftsschluss weitergehandelt worden sind. Der Dienstleistungscharakter von Kundengeschäften ist nämlich bankaufsichtsrechtlich grundsätzlich dann in Frage gestellt, wenn damit spekulative Zwecke zumindest mit verfolgt werden; jedenfalls kommt eine Zuordnung zum Anlagebuch von vorneherein nicht in Betracht.
Auf den Geschäftsschluss abzustellen, ist problematisch. In der Zeit zwischen Abschluss des Kundengeschäftes und Geschäftsschluss können sich für das Institut Risiken entwickeln, die objektiv spekulativen Charakter annehmen. Nach Gesetzeswortlaut und -zweck könnte die BaFin ebenso gut vertreten, die Position sei unverzüglich (also nur mit technisch bedingten Verzögerungen) weiterzuhandeln, wenn die Zuordnung des Kundengeschäftes zum Handelsbuch vermieden werden solle. Die bestehende Erleichterung lässt sich nur mit der Maßgabe vertreten, dass die BaFin bei bestimmten Geschäftsstrukturen – die zwar formal unter die Erleichterung fallen – nach dem Zweck der gesetzlichen Regelung jedoch die Zuordnung zum Handelsbuch verlangen, deren Zuordnung zum Handelsbuch vorgibt. So ist für die im Rahmen des Emissionsgeschäftes (§ 1 Abs. 1 Satz 2 Nr. 10 KWG) begründeten Positionen die Zuordnung zum Handelsbuch zwingend, sofern das Institut die Wertpapiere nicht in den Anlagebestand übernehmen möchte, sondern zum kurzfristigen Weiterverkauf im Bestand hält.